# Ja’akow Robinson
Ja’akow Robinson, Jakob Robinson, Jacob Robinson (lit. Jokūbas Robinzonas; hebr.: יעקב רובינסון, ur. 28 listopada 1889 w Serejach, zm. 24 października 1977 w Nowym Jorku) – litewski prawnik i działacz społeczności żydowskiej, poseł na Sejm Republiki Litewskiej, izraelski dyplomata, konsultant w procesach norymberskim i Adolfa Eichmanna.

## Życiorys
W 1914 ukończył prawo na Uniwersytecie Warszawskim, po czym został zmobilizowany do armii rosyjskiej – walczył w I wojnie światowej trafiając do niewoli niemieckiej. W 1918 powrócił na Litwę, gdzie włączył się w życie społeczności żydowskiej. Działał w „Tarbucie”, od 1919 do 1922 stał na czele gimnazjum z wykładowym językiem hebrajskim w Wierzbołowie. Później pracował jako adwokat w Kownie.
W 1922 wszedł w skład Sejmu Litwy I kadencji, przewodniczył parlamentarnej frakcji żydowskiej oraz Blokowi Mniejszości. Na początku lat 30. pracował w departamencie prawnym ministerstwa spraw zagranicznych, gdzie pomagał m.in. w wypracowaniu litewskiego stanowiska prawnego odnośnie Kłajpedy.
W 1940 opuścił Litwę wyjeżdżając przez Portugalię do USA. Stanął tam na czele Instytutu Żydowskiego przy Światowym Kongresie Żydów.
W 1945 pomagał jako konsultant przy Trybunale Norymberskim. Gorąco popierał tworzenie nowego ładu po II wojnie światowej działając m.in. na rzecz Komisji Praw Człowieka ONZ. W latach 1947–1957 stał na czele izraelskiej misji przy ONZ.
Podczas procesu Eichmanna w 1961 był jednym z doradców prokuratora generalnego Gidona Hausnera. Później związał się z Muzeum Jad Waszem, w którym pracował aż do śmierci.

## Publikacje
- „JT metamorfozė” (1958)
- „Žydų istorijos nacių laikotarpiu vadovas” (1960, razem z F. Friedmanem)